# 対馬武志
対馬 武志（つしま たけし、1978年6月13日 - ）は、石川県小松市出身 のサッカー指導者。

## 来歴
2014年、福岡J・アンクラス監督に就任。2015年、アルビレックス新潟U-12監督に就任。2016年の全日本少年サッカー大会新潟県大会では4年振りの優勝を果たし全国大会に出場した。2017年シーズン限りで退任し、2018年より松本山雅FCのU-12監督に就任。

## 学歴
- 城北埼玉高等学校
- 早稲田大学
- 筑波大学大学院

## 資格
- JFA公認A級ジェネラル指導者ライセンス

## 指導経歴
- 2005年 - 2006年 湘南ベルマーレアシスタントコーチ
- 2007年 サガン鳥栖テクニカルコーチ
- 2008年 - 2011年 サガン鳥栖U-15コーチ
- 2012年 - 2013年 サガン鳥栖U-15監督
- 2014年 福岡J・アンクラス監督
- 2015年 - 2017年 アルビレックス新潟U-12監督
- 2018年 - 松本山雅FC U-12監督